# Menard County (Illinois)
Das Menard County ist ein County im US-amerikanischen Bundesstaat Illinois. Im Jahr 2010 hatte das County 12.705 Einwohner und eine Bevölkerungsdichte von 15,6 Einwohnern pro Quadratkilometer. Der Verwaltungssitz (County Seat) ist Petersburg.

## Geografie
Das County liegt westlich des geografischen Zentrums von Illinois und wird vom Sangamon River durchflossen, einem linken Nebenfluss des Illinois River. Es hat eine Fläche von 817 Quadratkilometern, wovon drei Quadratkilometer Wasserfläche sind. An das Menard County grenzen folgende Nachbarcountys:
|             | Mason County    |              |
| Cass County |                 | Logan County |
|             | Sangamon County |              |

## Geschichte
Das Menard County wurde am 15. Februar 1839 gebildet. Benannt wurde es nach Pierre Menard (1766–1844), einem französischen Pionier und Handeltreibenden mit Indianern, der in Kaskaskia siedelte und später Colonel der territorialen Miliz war. Von 1818 bis 1822 war Menard der erste Vizegouverneur von Illinois.
Abraham Lincoln lebte hier von 1831 bis 1837 in New Salem, bevor er nach Springfield zog.

### Territoriale Entwicklung

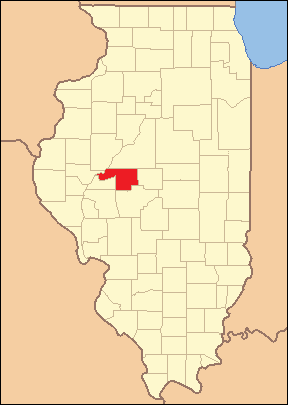
Das Menard County bei seiner Gründung im Jahr 1839 bis 1841
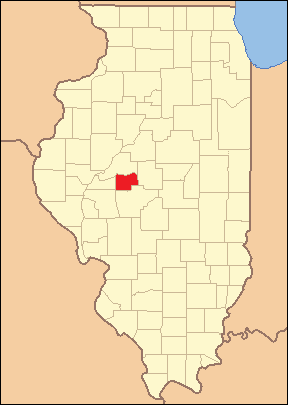
1841 bis heute

## Demografische Daten
Nach der Volkszählung im Jahr 2010 lebten im Menard County 12.705 Menschen in 4959 Haushalten. Die Bevölkerungsdichte betrug 15,6 Einwohner pro Quadratkilometer. In den 4959 Haushalten lebten statistisch je 2,53 Personen.
Ethnisch betrachtet setzte sich die Bevölkerung zusammen aus 97,6 Prozent Weißen, 0,9 Prozent Afroamerikanern, 0,3 Prozent amerikanischen Ureinwohnern, 0,3 Prozent Asiaten sowie aus anderen ethnischen Gruppen; 1,0 Prozent stammten von zwei oder mehr Ethnien ab. Unabhängig von der ethnischen Zugehörigkeit waren 1,1 Prozent der Bevölkerung spanischer oder lateinamerikanischer Abstammung.
22,8 Prozent der Bevölkerung waren unter 18 Jahre alt, 61,3 Prozent waren zwischen 18 und 64 und 15,9 Prozent waren 65 Jahre oder älter. 51,3 Prozent der Bevölkerung war weiblich.

Das jährliche Durchschnittseinkommen eines Haushalts lag bei 56.943 USD. Das Pro-Kopf-Einkommen betrug 26.300 USD. 7,9 Prozent der Einwohner lebten unterhalb der Armutsgrenze.

## Ortschaften im Menard County
Citys
- Athens
- Petersburg

Villages
- Greenview
- Oakford
- Tallula

Census-designated place (CDP)
- Lake Petersburg

Unincorporated Communities
| - Atterberry - Bobtown - Croft1 - Culver - Curtis | - Fancy Prairie - Hill Top - Hilltop - Hubly - Lewisburg | - Loyd - New Salem - Old Salem Chautauqua - Sweet Water - Tice |

1 – teilweise im Logan County

## Gliederung
Das Menard County ist in 16 Bezirke (precincts) eingeteilt:
| Presinct                     | Einwohner (2010) | FIPS     |
| ---------------------------- | ---------------- | -------- |
| Athens North No. 2 precinct  | 2170             | 17-90256 |
| Athens South No. 1 precinct  | 1565             | 17-90262 |
| Atterberry No. 10 precinct   | 191              | 17-90270 |
| Fancy Prairie No. 3 precinct | 167              | 17-91242 |
| Greenview No. 6 precinct     | 934              | 17-91566 |
| Indian Creek No. 7 precinct  | 274              | 17-91656 |
| Irish Grove No. 4 precinct   | 187              | 17-91674 |
| Oakford No. 9 precinct       | 452              | 17-92286 |

| Presinct                         | Einwohner (2010) | FIPS     |
| -------------------------------- | ---------------- | -------- |
| Petersburg East No. 13 precinct  | 1708             | 17-92433 |
| Petersburg North No. 14 precinct | 1249             | 17-92436 |
| Petersburg South No. 15 precinct | 1259             | 17-92439 |
| Petersburg West No. 16 precinct  | 676              | 17-92441 |
| Rock Creek No. 12 precinct       | 775              | 17-93024 |
| Sandridge No. 8 precinct         | 157              | 17-93096 |
| Sugar Grove No. 5 precinct       | 288              | 17-93312 |
| Tallula No. 11 precinct          | 653              | 17-93366 |